# Sulle ali dell'onore
Sulle ali dell'onore (Devotion) è un film del 2022 diretto da J. D. Dillard.
Basata sul libro Devotion: An Epic Story of Heroism, Friendship, and Sacrifice di Adam Makos, la pellicola racconta la vera storia di Jesse L. Brown e Tom Hudner durante la guerra di Corea, interpretati rispettivamente da Jonathan Majors e Glen Powell.

## Trama
Il film, tratto da una storia vera ambientata nei primi anni Cinquanta,
tratta di due piloti di caccia della Marina degli Stati Uniti, i quali rischiano la vita durante la guerra di Corea diventando i più celebri eroi della Marina.
Il pilota afroamericano Jesse Brown si distingue per le sue capacità di volo, ma il pregiudizio nei suoi confronti, essendo il primo nero nell’aviazione statunitense, non è ancora svanito. 
Un giorno, il tenente Tom Hudner si unisce allo squadrone del guardiamarina Brown, diventando il suo gregario. Nonostante le diffidenze iniziali, la reciproca dedizione al lavoro farà si che si instauri una profonda fiducia tra loro, e sarà la stessa che gli altri uomini riporranno in loro, in particolare quando verranno inviati in combattimento in Corea.
Lo squadrone di Jesse e Tom deve intraprendere delle pericolosissime missioni, pilotando i potenti, pesanti e rischiosi F4U Corsair
Nonostante i lunghi mesi di addestramento, occorrono esperienza e coraggio, ma non solo, dovendo imparare ad affidarsi l'uno all'altro per superare le difficoltà della guerra e sopravvivere. Durante una delle missioni, l'aereo di Brown subisce danni tali da costringerlo a un atterraggio di emergenza in territorio nemico. Hudner effettua anch'egli un atterraggio, pur non avendo subito danni, per cercare di aiutare l'amico ferito a uscire dal velivolo.
Brown però è incastrato e gravemente ferito e Hudner si ritrova costretto ad abbandonarlo, con la promessa di tornare a prendere i suoi resti.
I superiori gli vietano la missione di recupero perché troppo rischioso e Tom passerà il resto della vita a cercare di mantenere la promessa.

## Produzione
Nel marzo 2018 la Black Label Media ha acquisito i diritti di Devotion con Glen Powell che si è unito al cast nel ruolo di Tom Hudner. Nel dicembre dell'anno successivo è stato annunciato che Jonathan Majors era stato scelto per il ruolo di Jesse Brown e JD Dillard come regista. Nel febbraio 2021, Serinda Swan è entrata a far parte del cast nel ruolo di Elizabeth Taylor.

### Riprese
Le riprese principali sono iniziate il 4 febbraio 2021. Esse si sono svolte a Savannah, in Georgia, a Charleston, nella Carolina del Sud e a Wenatchee, Washington.

## Promozione
Il trailer è stato distribuito il 27 maggio 2022.

## Distribuzione
Il film ha avuto una distribuzione limitata negli Stati Uniti a partire dal 14 ottobre 2022. In Italia è stato distribuito direttamente su Prime Video il 13 aprile 2023.

## Accoglienza

### Incassi
Sulle ali dell'onore ha incassato $20,5 milioni negli Stati Uniti e in Canada e $1,2 milioni in altri territori, per un totale mondiale di $21,7 milioni. Deadline Hollywood ha calcolato che, considerando tutte le spese e le entrate, le perdite nette del film sono state di $89,2 milioni.